# Araǰin Xowmb 2010
L'Araǰin Xowmb 2010 è stata la 20ª edizione della seconda serie del campionato armeno di calcio. La stagione è iniziata il 9 aprile 2010 ed è terminata il 13 novembre successivo.

## Stagione

### Novità
Al termine della stagione 2009, l'Impuls è stato promosso in massima serie. Al suo posto si è iscritta al campionato la sua seconda squadra, denominata Impuls 2. Dalla Bardsragujn chumb 2009 è retrocesso l'Ararat.

### Formula
Le nove squadre partecipanti si affrontano tre volte, per un totale di 24 partite più tre turni di riposo.

## Classifica
|  | Pos. | Squadra       | Pt | G  | V  | N | P  | GF | GS | DR  |
|  | ---- | ------------- | -- | -- | -- | - | -- | -- | -- | --- |
|  | 1.   | Ararat        | 55 | 24 | 17 | 4 | 3  | 50 | 19 | +31 |
|  | 2.   | Banants 2     | 50 | 24 | 16 | 2 | 6  | 59 | 35 | +24 |
|  | 3.   | P'yownik 2    | 50 | 24 | 16 | 2 | 6  | 52 | 20 | +32 |
|  | 4.   | Ganjasar 2    | 44 | 24 | 13 | 5 | 6  | 37 | 20 | +17 |
|  | 5.   | Shengavit     | 31 | 24 | 8  | 7 | 9  | 42 | 41 | +1  |
|  | 6.   | Mika Erevan 2 | 26 | 24 | 7  | 5 | 12 | 28 | 44 | -16 |
|  | 7.   | Impuls 2      | 19 | 24 | 5  | 4 | 15 | 22 | 41 | -19 |
|  | 8.   | P'yownik 3    | 18 | 24 | 5  | 3 | 16 | 22 | 53 | -31 |
|  | 9.   | Širak 2       | 14 | 24 | 4  | 2 | 18 | 18 | 57 | -39 |

Legenda:
      Promossa in Bardsragujn chumb 2011
Note:
Tre punti a vittoria, uno a pareggio, zero a sconfitta.